# Jochen Alkämper
Jochen Alkämper (* 28. Mai 1927 in Baalberge; † 17. Oktober 2022) war ein deutscher Pflanzenbauwissenschaftler und Hochschullehrer.

## Leben
Nach dem Studium der Agrarwissenschaften an der Justus-Liebig-Universität Gießen (JLU) und der Promotion am 29. Mai 1957 im Fach Pflanzenbau war er wissenschaftlicher Mitarbeiter und Versuchsfeldleiter in Groß-Gerau. 1962 trat er in das Tropeninstitut der JLU mit Auslandsaufenthalten in Ägypten 1962/63, Türkei 1964, Äthiopien 1966–1970 über. Nach der Habilitation 1973 für das Fach Acker- und Pflanzenbau der Tropen und Subtropen wurde Alkämper Professor am Tropeninstitut, Abteilung Pflanzenbau der Tropen und Subtropen. Ab 1980 war er Leiter der Abteilung, mehrfach GeschäftsführerDirektor des Wissenschaftlichen Zentrums Tropeninstitut und trat 1992 in den Ruhestand.
Alkämper war seit 1950 Mitglied der Burschenschaft Frankonia Gießen sowie seit 1951 Mitglied der Burschenschaft Alemannia Gießen.

## Schriften (Auswahl)
- Die Komplexwirkung von Gründüngung und Stickstoff auf Ertragsbildung und Boden. Gießen 1957, OCLC 615079637.
- Die Getreideproduktion Äthiopiens. Stand, Leistung und Möglichkeiten für eine bessere Versorgung der Bevölkerung. 1973, OCLC 65018134.
- Hoch bitte! Fertig! Los! Der Wiederbeginn des Mensurfechtens in Gießen 1950-1953, Dokumentation/Erinnerungsbericht Gießen 2019.